# Мирослав Јанчић
Мирослав Јанчић (Сомбор, 1955) бивши је српски параолимпијац и такмичар у атлетици и голболу. 

## Каријера
Освајач 11 медаља са Параолимпијских игара, европских и светских шампионата, а оно што га чини јединственим је то што је освајао најсјајнија одлилчја у два спорта, атлетици и голболу. Био је врхунски петобојац, бацач копља, чак је и у брзом ходању успео да освоји бронзу. Као голбалиста такође је постао параолимпијски шампион у Сеулу 1988.
Добитник је награде „Јован Микић Спартак” којом се награђују најбољи појединци и спортски колективи у Војводини и носилац је националне пензије.